# Gekke muisspin
De gekke muisspin (Drassodes hypocrita) is een spinnensoort in de taxonomische indeling van de bodemjachtspinnen (Gnaphosidae). De spin jaagt 's nachts en verschuilt zich overdag onder rotsen en bladeren. Het lijf van de spin is ovaalvormig, smal en puntig aan de achterzijde. 
Het dier komt uit het geslacht Drassodes en werd in 1878 beschreven door Eugène Simon. De soort komt voor in België en Roemenië. 